# Indexi (album, 1974)
Az Indexi első nagylemeze, 1971 és 1973 közötti dalaikból készült válogatáslemez, mely 1974-ben jelent meg a zágrábi Jugoton kiadónál. Katalógusszáma: LSY 61096.

## Az album dalai
A oldal
1. Svijet u kojem živim (4:29)
2. Krivac si ti (4:29)
3. Budi kao more (4:48)
4. Da sam ja netko (3:53)

B oldal
1. Sve ove godine (3:39)
2. Sanjam (4:08)
3. Plima (5:04)
4. Balada (4:15)